# Subergorgiidae

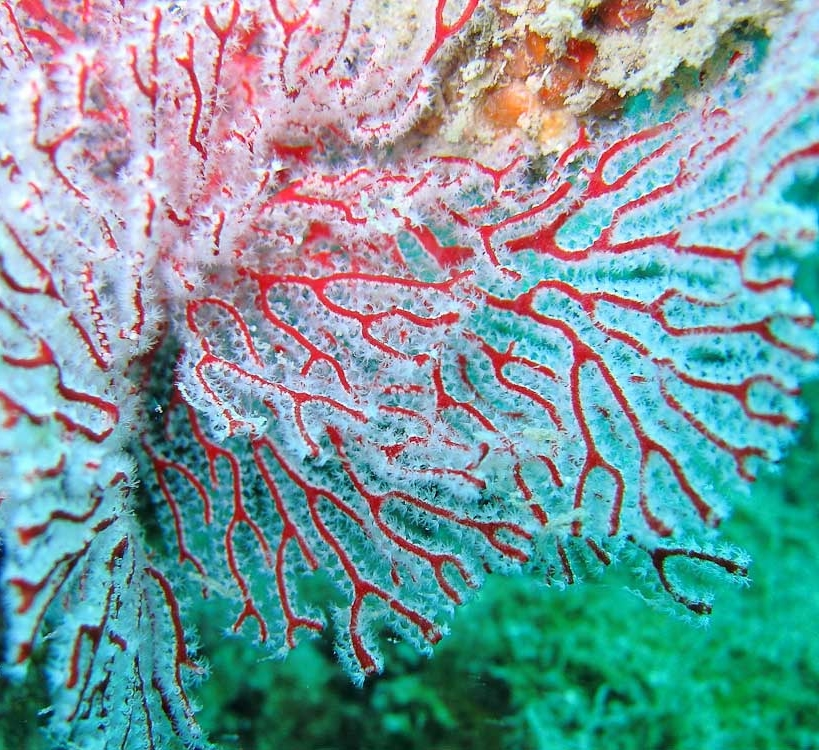
Subergorgia sp en Koh Phangan, Tailandia

Subergorgiidae es una familia de corales marinos que pertenecen al suborden Scleraxonia, del orden Alcyonacea, dentro de la clase Anthozoa. 
Enmarcados comúnmente entre los corales blandos, ya que carecen de esqueleto, como los corales duros del orden Scleractinia, por lo que no son corales hermatípicos. Forman colonias de pólipos, unidos por una masa carnosa de cenénquima, o tejido común generado por ellos. Para darle consistencia, al carecer de esqueleto, su tejido contiene espículas de calcita. Las espículas medulares son suaves, fusiformes, largas, sinuosas y formando anastomosis frecuentemente.
La familia  comprende 3 géneros y, aproximadamente, 6 especies de gorgonias con una medula axial, compuesta de escleritas fusionadas parcialmente, separada del cortex por un anillo de canales longitudinales. La familia no ha sido objeto de un análisis filogenético.

## Géneros
Subergorgiidae comprende los siguientes géneros:
- Annella. Gray, 1858
- Rosgorgia. López González & Gili, 2001
- Subergorgia. Gray, 1857